# 宋銭

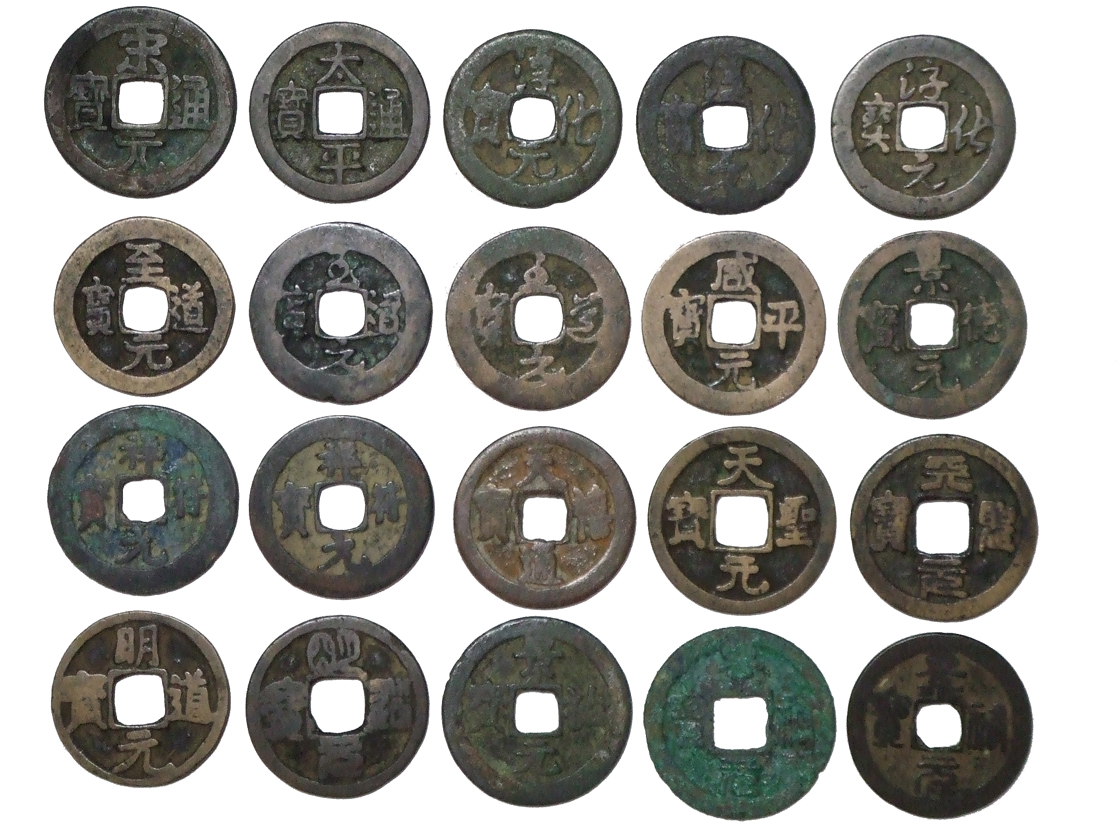
北宋銭

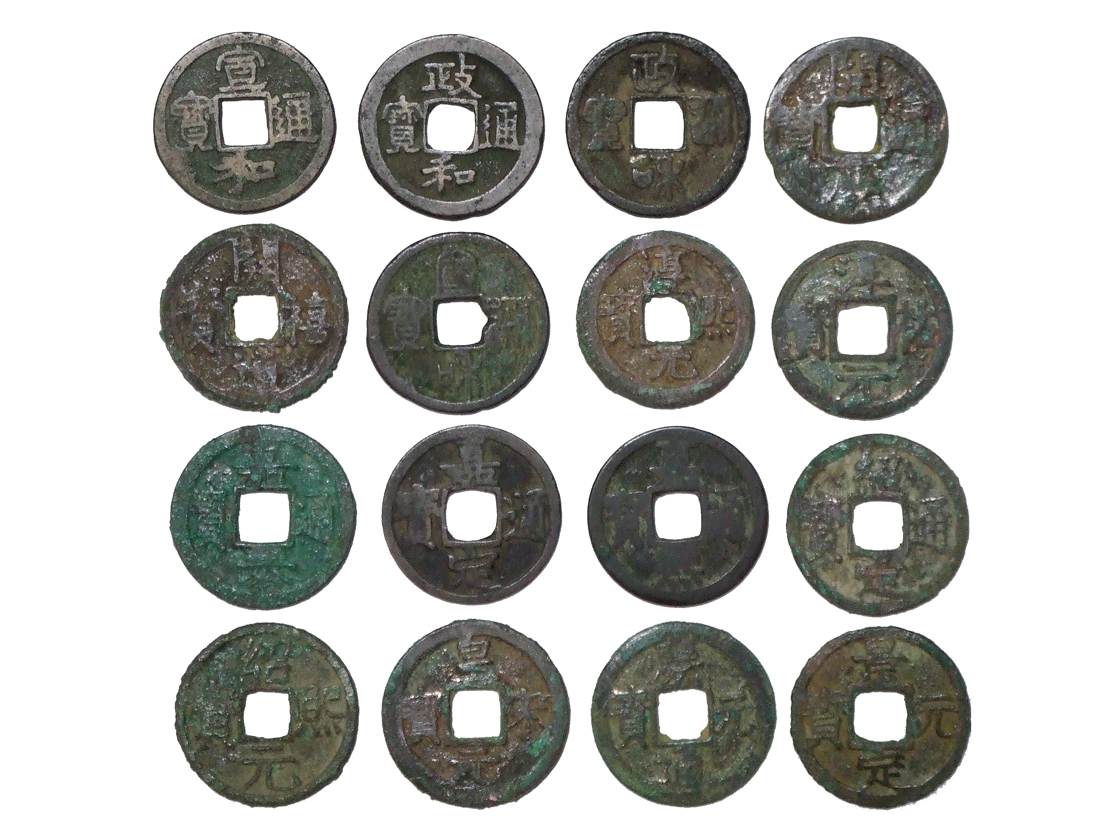
北宋銭（左上3枚）南宋銭（その他）

宋銭（そうせん）は、中国・宋代に鋳造された貨幣である銅銭。また、宋代には鉄銭も鋳造された が、一般的には、圧倒的に多い銅銭のことを指して宋銭と呼んでいる。

## 概要
建国当初の宋元通宝にはじまり、歴代の改元のたびに、その年号をつけた新銭を鋳造したため、太平通宝・淳化元宝・至道元宝・咸平元宝・景徳元宝・祥符元宝などといった銅銭が見られ、特に大量に鋳造された銭銘としては皇宋通宝や元豊通宝などがある。南宋銭は建炎通宝、淳祐元宝、皇宋元宝などといった銅銭が見られ、宋銭は全部で数十種類の銭銘で鋳造されている。
銅山の採掘と銅銭の鋳造は国家の経営により、鋳銭監・鋳銭院という役所で行われた。
当初は、1個が1文（または1銭）の等価価値を持った通貨であり、これを小平銭（小銭）と称した。しかし、宋朝の財政が逼迫してくると、当五銭（5文銭）や当十銭（10文銭）という貨幣も鋳造されるようになった。主に流通したのは、小平銭と当二銭（または折二銭）であった。
銭の単位は、1,000個で貫・緡または千と呼ぶ。また96個の1文銭を銭通しに通してまとめても100文として通用し、通し100文と呼ぶ（→「短陌」）。さらに通し100文を10個、つまり960文を銭通しに通してまとめても1貫（通し一貫）として通用した。
建国当初の鋳造高は、年間70,000貫ほどであったが、次第に増鋳されて行き、神宗の治世時（1067年 - 1085年）には、6,000,000貫に達した。

## 流通状況
宋銭は、金や西夏、日本、東南アジア諸国でも使用され、遠くは、ペルシアやアフリカ方面にもおよび、ほぼ全アジアで流通したため、当時の経済状況に多大な影響をおよぼした。これは当時の中国王朝の政治力を物語る。南遷すると宋王朝では経費が嵩む銅銭の鋳造が減り、紙幣を発行し銀と共に取引に使用されるようになった。
近年「銭荒」が銅銭不足によるデフレを指す、という解釈は否定されている。実態はむしろ逆で、本格的な紙幣発行以前にも見られる物価上昇現象から民間では銅銭が過剰供給であったと考えられる。
なお、現在残されている宋銭の中には実際には宋代に鋳造されたものではないものも相当数含まれているという説がある。明末の顧炎武が編纂した『天下郡国利病書』に所収された県誌の中に宋銭の私鋳が広く行われていたことが記されている。これは当時の明王朝が実際に鋳造した銅銭よりも、唐や宋の銅銭の方が古くから存在が知られて信用があり、かつ罪に問われる可能性が低かったからと見られている。また、こうした宋銭の中には鐚銭ばかりではなく良質な私鋳銭も含まれ、日本にも流入したものがあったと考えられている。

### 日本での流通
日本において宋銭の流通が本格化したのは、12世紀後半とされている。当時は末法思想の流行で仏具の材料として銅の需要が高まり宋銭（1文銭）を銅の材料として輸入していた。日宋貿易では、日本は金や硫黄を輸出したが、その大陸からの帰途に貿易船に主な輸入品である陶磁器を満載しただけでは軽すぎて船が安定しないため、そのバラストとして宋銭が持ち込まれたという説もある。時の権力者の平清盛はこれに目つけ、日宋貿易を振興して宋から大量の宋銭を輸入して国内で流通させ平氏政権の政権基盤のための財政的な裏付けとした。ところが、当時の朝廷の財政は絹を基準として賦課・支出を行う仕組みとなっていた。これは皇朝十二銭の廃絶後、それまでは価格統制の法令として機能してきた沽価法による価格換算に基づいて算出された代用貨幣である絹の量を元にして、一国平均役や諸国所課、成功などを課し、また沽価法に基づいた絹と他の物資の換算に基づいて支出の見通しを作成していた（勿論、実際の賦課・収入は現実の価格の動向なども加味されて決定される）。そのため、宋銭の流通によって絹の貨幣としての価値（購買力）が低下すると、絹の沽価を基準として見通しを作成し、運営していた朝廷財政に深刻な影響を与える可能性があった。また、宋銭の資金力が平家を台頭させたと考える「反平家」の人々や宋銭の流通によって経済的に不利益を受けるようになった荘園領主、地方武士も、宋銭とこれを流通させようとする平家に強い不満を持つようになった。
宋銭を流通させようとする平家と、これに反対する後白河法皇の確執が深まった治承3年（1179年）、法皇の意を受けた松殿基房や九条兼実が「宋銭は（日本の）朝廷で発行した貨幣ではなく、私鋳銭（贋金）と同じである」として、宋銭流通を禁ずるように主張したもの の、逆に清盛や高倉天皇、土御門通親らがむしろ現状を受け入れて流通を公認すべきであると唱えて対立し、この年、平清盛は後白河法皇を幽閉する。平家滅亡後の文治3年（1187年）、三河守源範頼 の意見という形で摂政となった九条兼実が流通停止を命令される。だが、このころには朝廷内部にも絹から宋銭に財政運営の要を切り替えるべきだという意見があり、建久3年（1192年）には宋銭の沽価を定めた「銭直法」が制定された ものの反対意見も根強く、建久4年（1193年）には伊勢神宮・宇佐神宮の遷宮工事の際に必要となる役夫工米などの見通しを確実なものにするために改めて「宋銭停止令」が出された。
だが、鎌倉時代に入ってその流通はますます加速して、市場における絹の価格低下は止まらなかった。また、朝廷や幕府の内部においても実際の賦課や成功の納付や物資の調達の分野において、現実において絹よりも利便性の高い宋銭で行われるようになっていった。こうして、宋銭禁止の最大の理由であった絹による財政運営の構造そのものが過去のものとなっていった。嘉禄2年（1226年）に鎌倉幕府が、その4年後には朝廷 が旧来の政策を改めて公式に宋銭の使用を認めた。仁治3年（1242年）西園寺公経が宋に派遣した貿易船は10万貫の銭貨を持ち帰ったという風説があったことが記録に残っている。13世紀に入ると、絹・布が持っていた貨幣価値を銭貨が駆逐し、次第に年貢も銭貨で納められるようになった（代銭納）。

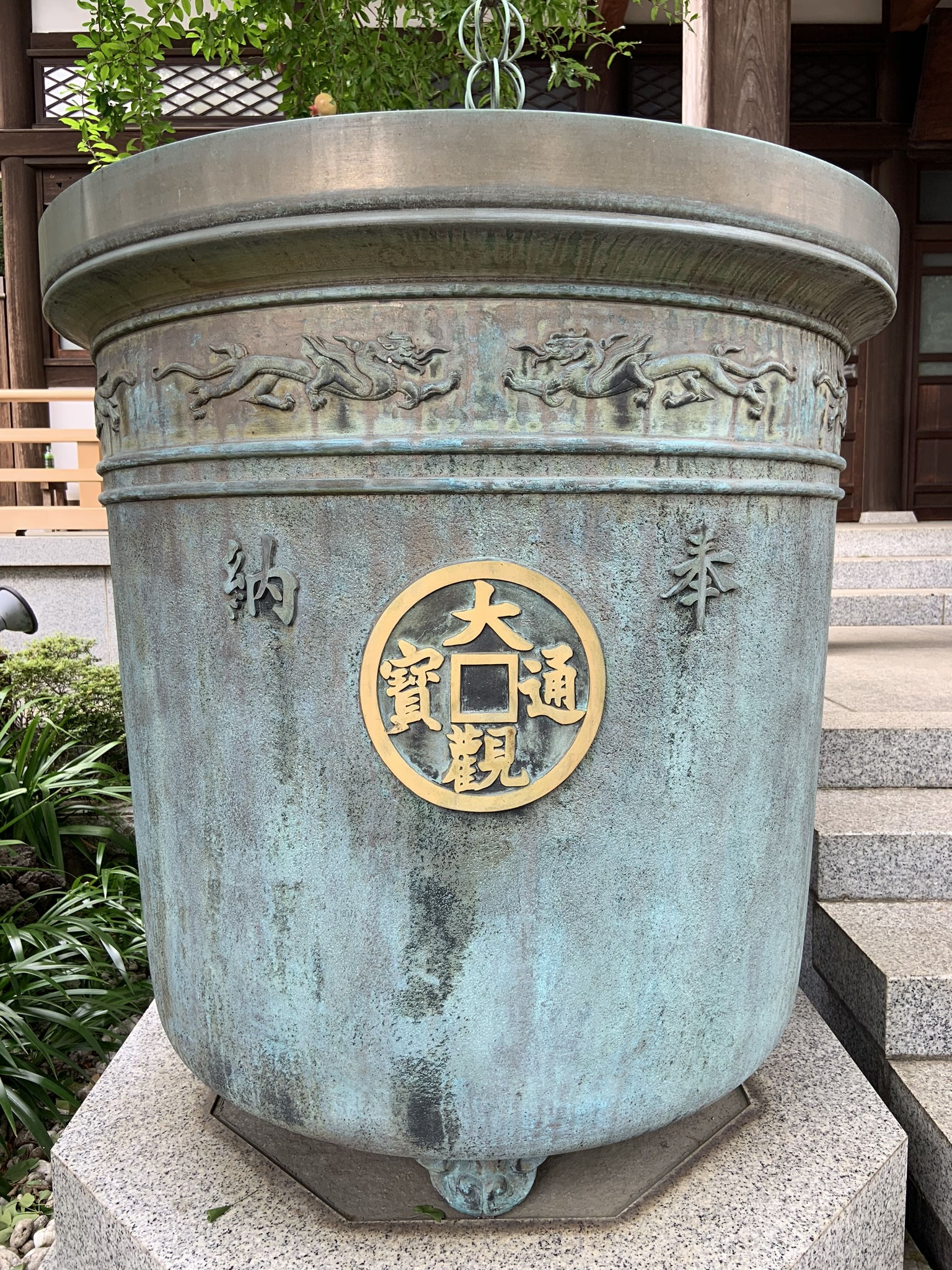
成願寺 (中野区)の天水桶。室町時代の中野長者が、馬市で得た銭のうち宋銭の一種「大観通宝」だけを寄進した、という寺の縁起にちなみ、境内のあちこちに大観通宝をあしらった意匠がある。

なお、室町時代においては、永楽通宝が広く用いられた東国と違い、畿内や西国では永楽通宝に代表される明銭が宋銭より大きくて使い勝手が良くないことや新し過ぎて私鋳銭との区別が付かないとみなされ、明銭が嫌われ宋銭が重んじられていたとする見方がある。これは文明15年（1483年）の遣明使の北京入りに同行した金渓梵鐸が帰国後の報告の中で、北京で明政府が明銭で日本商品を購入したところ、遣明使側は旧銭（宋銭）での支払を求めてトラブルになったとしていること や、室町幕府による最初の撰銭令と言われている明応9年（1500年）10月の追加法 に根本渡唐銭は古銭同様に通用させることを命じた規定がある。ここに登場する根本渡唐銭には「永楽・洪武・宣徳」と割注が付けられていることから正規の明銭のことであると考えられ、これに対して古銭は宋銭のことであると考えられることから、当時の京都およびその周辺では宋銭が重んじられ、明銭は撰銭の対象になっていた可能性すらあったと考えられている。
日本で流通した宋銭は、南宋銭よりも北宋銭の方が圧倒的に多い。また日本では基本的に小平銭が使われ、折二銭などの高額銭が日本で使われたことはなかった。

## 宋銭の銭銘の一覧
| 発行王朝 | 銭銘     | 発行年 | 備考                   |
| -------- | -------- | ------ | ---------------------- |
| 北宋     | 宋元通宝 | 960年  | 宋通元宝と読む説もある |
| 北宋     | 太平通宝 | 976年  |                        |
| 北宋     | 淳化元宝 | 990年  | 真書・行書・草書あり   |
| 北宋     | 至道元宝 | 995年  | 真書・行書・草書あり   |
| 北宋     | 咸平元宝 | 998年  |                        |
| 北宋     | 景徳元宝 | 1004年 |                        |
| 北宋     | 祥符元宝 | 1008年 |                        |
| 北宋     | 祥符通宝 | 1009年 |                        |
| 北宋     | 天禧通宝 | 1017年 |                        |
| 北宋     | 天聖元宝 | 1023年 | 真書・篆書あり         |
| 北宋     | 明道元宝 | 1032年 | 真書・篆書あり         |
| 北宋     | 景祐元宝 | 1034年 | 真書・篆書あり         |
| 北宋     | 皇宋通宝 | 1039年 | 真書・篆書あり         |
| 北宋     | 至和元宝 | 1054年 | 真書・篆書あり         |
| 北宋     | 至和通宝 | 1054年 | 真書・篆書あり         |
| 北宋     | 嘉祐元宝 | 1056年 | 真書・篆書あり         |
| 北宋     | 嘉祐通宝 | 1056年 | 真書・篆書あり         |
| 北宋     | 治平元宝 | 1064年 | 真書・篆書あり         |
| 北宋     | 治平通宝 | 1064年 | 真書・篆書あり         |
| 北宋     | 熙寧元宝 | 1068年 | 真書・篆書あり         |
| 北宋     | 元豊通宝 | 1078年 | 行書・篆書あり         |
| 北宋     | 元祐通宝 | 1086年 | 行書・篆書あり         |
| 北宋     | 紹聖元宝 | 1094年 | 行書・篆書あり         |
| 北宋     | 紹聖通宝 | 1094年 |                        |
| 北宋     | 元符通宝 | 1098年 | 行書・篆書あり         |
| 北宋     | 聖宋元宝 | 1101年 | 行書・篆書あり         |
| 北宋     | 崇寧通宝 | 1102年 |                        |
| 北宋     | 大観通宝 | 1107年 |                        |
| 北宋     | 政和通宝 | 1111年 | 真書・篆書あり         |
| 北宋     | 重和通宝 | 1118年 | 真書・篆書あり         |
| 北宋     | 宣和元宝 | 1119年 | 真書・篆書あり         |
| 北宋     | 宣和通宝 | 1119年 | 真書・篆書あり         |
| 南宋     | 建炎通宝 | 1127年 | 真書・篆書あり         |
| 南宋     | 紹興元宝 | 1131年 | 真書・篆書あり         |
| 南宋     | 紹興通宝 | 1131年 |                        |
| 南宋     | 淳熙元宝 | 1174年 |                        |
| 南宋     | 紹熙元宝 | 1190年 |                        |
| 南宋     | 慶元通宝 | 1195年 |                        |
| 南宋     | 嘉泰通宝 | 1201年 |                        |
| 南宋     | 開禧通宝 | 1201年 |                        |
| 南宋     | 嘉定通宝 | 1208年 |                        |
| 南宋     | 大宋元宝 | 1225年 |                        |
| 南宋     | 紹定通宝 | 1228年 |                        |
| 南宋     | 端平元宝 | 1234年 |                        |
| 南宋     | 嘉熙通宝 | 1237年 |                        |
| 南宋     | 淳祐元宝 | 1241年 |                        |
| 南宋     | 皇宋元宝 | 1253年 |                        |
| 南宋     | 開慶通宝 | 1259年 |                        |
| 南宋     | 景定元宝 | 1260年 |                        |
| 南宋     | 咸淳元宝 | 1266年 |                        |

以上は『日本貨幣カタログ』に掲載されているものであるが、実際にはこの他に現存数の少ない銭銘やマイナーな銭銘なども存在する。